# Germano Marri
Germano Marri (Perugia, 5 dicembre 1932) è un politico italiano, presidente della Regione Umbria dal 1976 al 1987 con il Partito Comunista Italiano e deputato della Repubblica dal 1987 al 1994.
Ha frequentato la scuola medica di Lucio Severi (preside della Facoltà di Medicina dal 1958 al 1978) e nei primi anni sessanta comincia a ricoprire i primi incarichi amministrativi al Comune di Perugia nel settore dell'urbanistica.

## Biografia

### Carriera politica
Nel giugno 1970 si elegge il primo Consiglio Regionale dell’Umbria nel quadro di una riorganizzazione regionalista dello Stato italiano così come previsto dal dettato costituzionale. Germano Marri viene eletto nella prima assemblea legislativa regionale con Pietro Conti, a ricoprire il ruolo di primo Presidente della Giunta Regionale. Alla fine della I legislatura Marri è ricandidato ed eletto consigliere regionale e ricopre la carica di assessore regionale ai servizi sanitari e socio-assistenziali.
Nel 1976 in concomitanza con le elezioni politiche Pietro Conti (rieletto Presidente appena pochi mesi prima) viene candidato alla Camera dei Deputati, dopo un vivace conflitto interno al Pci.

### Presidente della Regione Umbria (1976-1987)
Germano Marri già assessore in carica succede a Pietro Conti ed è eletto Presidente della Giunta regionale nel maggio 1976. Per undici anni fino alla primavera del 1987 ricopre questa carica in un periodo in cui l’Umbria dopo lo sviluppo dello Stato sociale e quello della piccola e media impresa negli anni Settanta, dovette fare i conti con una crisi economica interna e internazionale che portò alla deindustrializzazione della regione rappresentata dalla crisi della Buitoni - Perugina e dalle Acciaierie ternane. Marri si impegnò a gestire le crisi aziendali e rilanciare lo sviluppo economico cercando di prospettare nuovi assetti imprenditoriali e produttivi con il sostegno dei finanziamenti statali ed europei, ma anche sollecitando l’iniziativa privata per avviare “un nuovo modello di sviluppo”.

### Deputato della Repubblica (1987-1994)
Dopo l'esperienza alla guida della Regione, Marri viene eletto deputato della Repubblica nel 1987 per due legislature fino al 1994 ricoprendo anche la funzione di segretario d’Aula del gruppo parlamentare Pci-Pds. In questi anni partecipa al dibattito sulla crisi del Pci e poi alle inevitabili ripercussioni anche in Italia derivanti dalla caduta del Muro di Berlino fino al cambio del nome e del simbolo del partito.

### Presidente della Accademia di belle arti di Perugia (2002-2007)
Al termine di una lunga attività politica ed amministrativa l'esperienza e la competenza di Marri viene messa a frutto alla guida di una importante istituzione culturale cittadina. Nel 2002 è eletto Presidente della Accademia di Belle Arti di Perugia fino al 2007. In questo periodo si impegna a rilanciarne l’attività di fronte ai notevoli problemi economici e quelli derivanti dal suo assetto normativo e istituzionale.